# Lex Hieronica
La lex Hieronica fu un sistema di tassazione disposto dal re siracusano Ierone II (308-215 a.C.) per regolamentare la riscossione dei tributi in natura nel reame siracusano. 
Il sistema adottato da Ierone II, anziché richiedere il versamento di un contributo fisso (stipendium), introduceva la cosiddetta decima, in base alla quale le imposte venivano commisurate in rapporto a quanto prodotto (la decima parte del raccolto).
Tale sistema ci è descritto da Cicerone nelle Verrine per la Sicilia del I secolo a.C., poiché fu adottato dalla Repubblica romana per alcune città della nuova provincia di Sicilia. La stessa denominazione lex Hieronica deriva dai discorsi di Cicerone contro Verre.